# Землетрясения в Герате (2023)
7 октября 2023 года в афганской провинции Герат произошли два землетрясения, оба с магнитудой 6,3. Первое землетрясение произошло в 11:11 по афганскому времени, а второе — через 31 минуту. В результате землетрясений погибло не менее 2530 человек, ещё 9240 получили ранения. Незначительные разрушения произошли также на территории Ирана. Землетрясение стало самым большим по количеству жертв в Афганистане с мая 1998 года.

## Землетрясение
Первый толчок магнитудой 6,3 произошел в 11:11 по местному времени. Через восемь минут произошел повторный толчок магнитудой 5,5. Ещё один толчок магнитудой 6,3 произошел в 11:42 по местному времени, а затем последовал афтершок магнитудой 5,9. Оба события и афтершок магнитудой 5,9 имели интенсивность в VIII баллов по шкале Меркалли.
По данным Геологической службы США, эти землетрясения произошли в результате неглубокого надвигового разлома. Плоскость разлома указывает на источник разрыва, направленного с востока на запад с северным или южным наклоном.

## Последствия
По данным представителя движения «Талибан», число погибших превысило 2530 человек. Афганское общество Красного Полумесяца сообщило о не менее чем 500 погибших. Более 9240 человек получили ранения.
Более 1329 домов были повреждены или разрушены. По словам представителя Национального управления по ликвидации последствий стихийных бедствий, в нескольких деревнях с населением в 1000 человек из 300 домов целыми осталось только 100. Всего было разрушено 12 (по другим данным 13) деревень вблизи эпицентра, в том числе четыре в районе Зинда Джан. Была также потеряна телефонная связь. По сообщениям СМИ, под завалами оказались целые семьи. Сообщения о разрушенных домах и пострадавших поступали также из соседних провинций Бадгис и Фарах. Сообщалось об оползнях.
В иранском Торбете-Джаме в результате землетрясения пострадал один человек. Незначительные повреждения домов произошли в Тайбаде.
Во время землетрясений жители и владельцы магазинов эвакуировались из зданий. Талибы послали на место происшествия 10 спасательных групп. Всемирная организация здравоохранения направила в район Зинда Джан 12 машин скорой помощи для доставки пострадавших в больницы. Заместитель премьер-министра движения «Талибан» по экономическим вопросам Абдул Гани Барадар выразил соболезнования жертвам землетрясения. Талибы также выступили с призывом о помощи.